# Państwowe Muzeum Historii Kosmonautyki im. K. Ciołkowskiego
Państwowe Muzeum Historii Kosmonautyki im. K. Ciołkowskiego (ros. Государственный музей истории космонавтики К. Э. Циолковского) – państwowe muzeum techniki w Kałudze w Rosji, otwarte w 1967 roku, poświęcone historii eksploracji kosmosu.

## Historia
Pierwszy budynek muzeum zaprojektowali: Borys Barchin, Kirył Fomin, Jewgenij Kiriejew, Natalia Orłowa, Walentin Strogi. Kamień węgielny położył Jurij Gagarin 13 czerwca 1961 roku. Gmach wznoszono w latach 1963–1967. Projekt gmachu został odznaczony Państwową Nagrodą RFSRR. Prowadzono konsultacje z Aleksandrem Błagonrawowem, Jurijem Gagarinem, Siergiejem Korolowem, Leonidem Siedowem, Andriejem Tupolewem. Muzeum oficjalnie otwarto 3 października 1967 roku jako pierwsze tego typu muzeum na świecie. Placówka uzyskała status ośrodka badawczego w 1979 roku.
Nowy gmach muzeum otwarto 29 kwietnia 2021 roku, ma on niemal czterokrotnie większą powierzchnię ekspozycyjną od pierwszego budynku.

## Architektura
Stary gmach muzeum jest położony w parku na wysokim, prawym brzegu rzeki Jaczenki. W tymże parku został pochowany fizyk Konstanty Ciołkowski. Asymetryczna bryła muzeum jest niewielka, jednak dzięki swojemu położeniu jest dobrze widoczna. Paraboliczna forma planetarium przechodzi przez płaszczyznę stropu i ma symbolizować ludzkie pragnienia podboju kosmosu. Część elewacji jest obłożona płytami z falistej blachy aluminiowej, co wywołuje skojarzenia z technologią astronautyczną. Gmach jest utrzymany w barwach srebrno-szarych. Otacza go galeria, na którą prowadzą schody i pochylnie. Wnętrza wystawowe to otwarta przestrzeń, w której znalazły się mozaiki autorstwa Andrieja Wasniecowa oraz jego panel malarski przedstawiający zdobywców kosmosu z 1966 roku.
Nowy gmach muzeum ma trzy kondygnacje o wysokości 20,5 m, elewacje wykonano z metalu i szkła, a bryłę wkomponowano w rzeźbę terenu rzecznego brzegu. Oba budynki połączono w jeden kompleks muzealny.

## Ekspozycje
Zbiory starego gmachu obejmują około 60 tys. jednostek. Poza eksponatami technicznymi instytucja dysponuje licznymi zbiorami bibliotecznymi, dotyczącymi m.in. Konstantina Ciołkowskiego. Ekspozycja jest podzielona na dwie części, jedna jest poświęcona dokonaniom K. Ciołkowskiego, druga przedstawia m.in. makiety pojazdów kosmicznych oraz sprzęt wykorzystywany w misjach kosmicznych, w tym kombinezony kosmonautów. Przed muzeum znajdują się makiety rakiet, w tym pocisk R-7. Muzealne planetarium organizuje pokazy, podczas których widzowie mogą odnieść złudzenie dryfowania w przestrzeni kosmicznej.
Do muzeum należą także placówki filialne: Dom-Muzeum K.E. Ciołkowskiego w Kałudze, Dom-Muzeum A.L. Czyżewskiego w Kałudze, Muzeum-Dom K.E. Ciołkowskiego w Borowsku, Muzeum Nauki i Pamięci Profesora N.E. Żukowskiego w Moskwie.

## Galeria

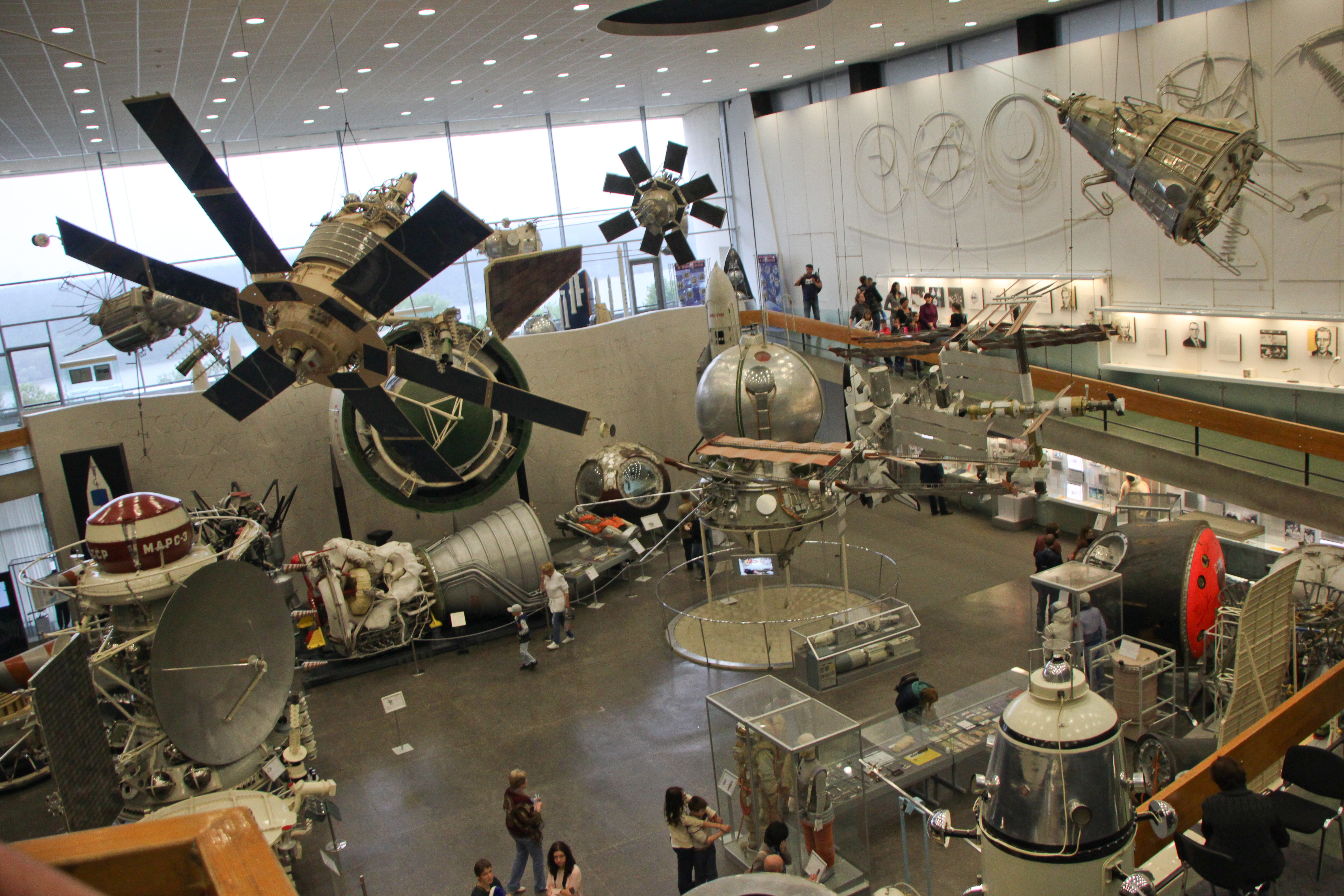
Sala ekspozycyjna w starym gmachu (2016)
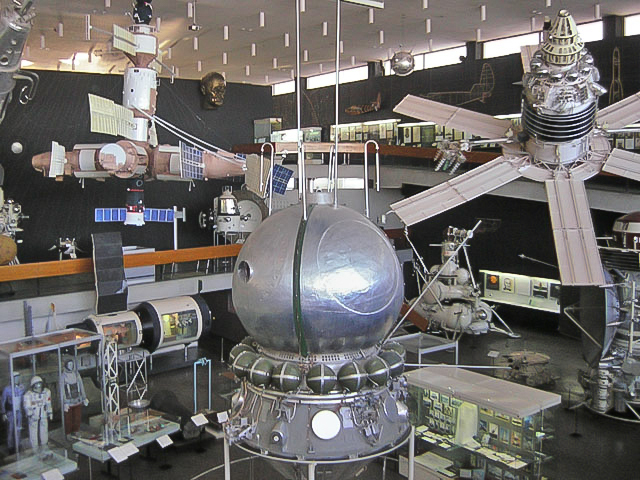
Replika Wostoka 1 (2007)
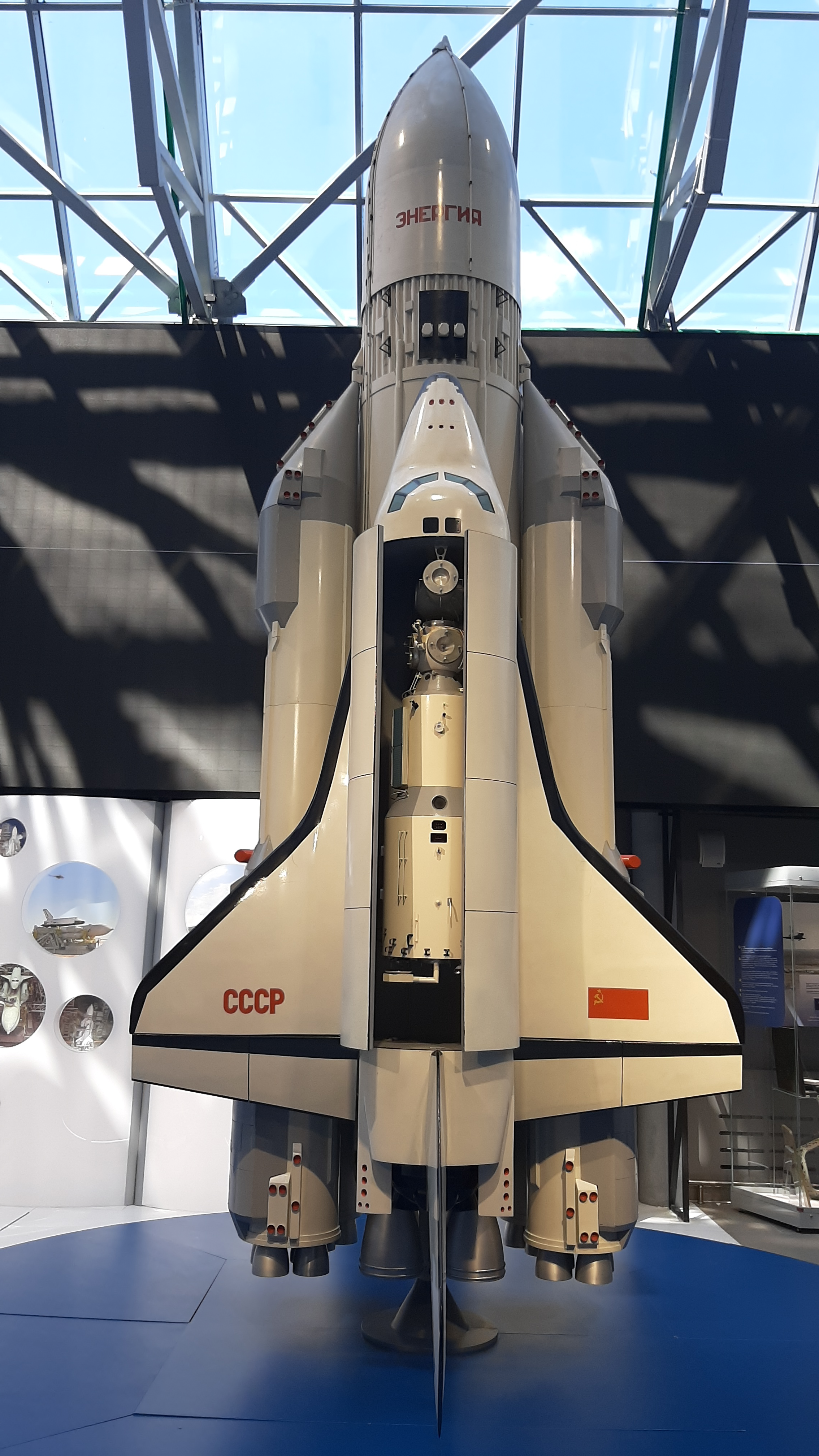
Model radzieckiego Burana (2021)
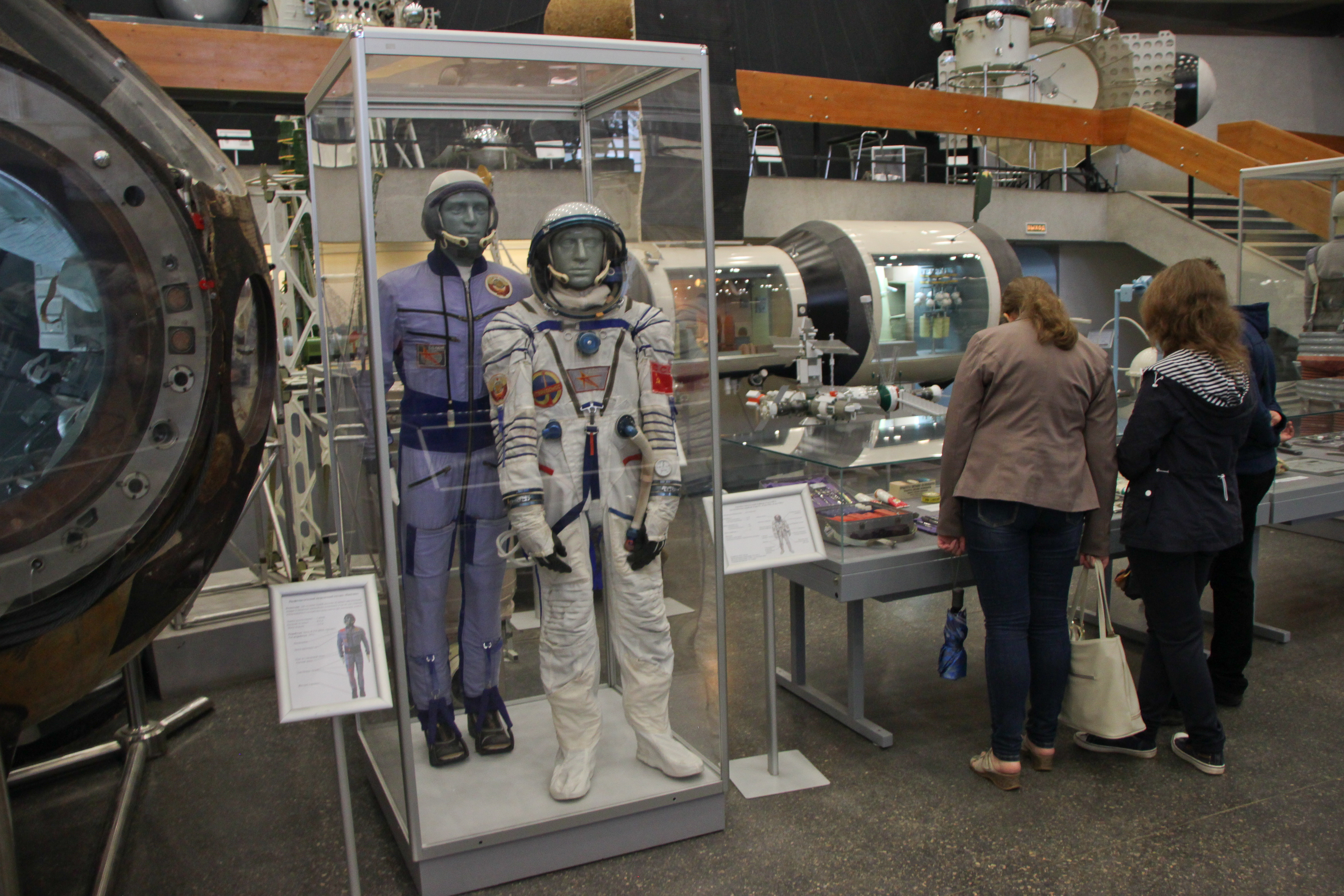
Kombinezony kosmonatów (2016)
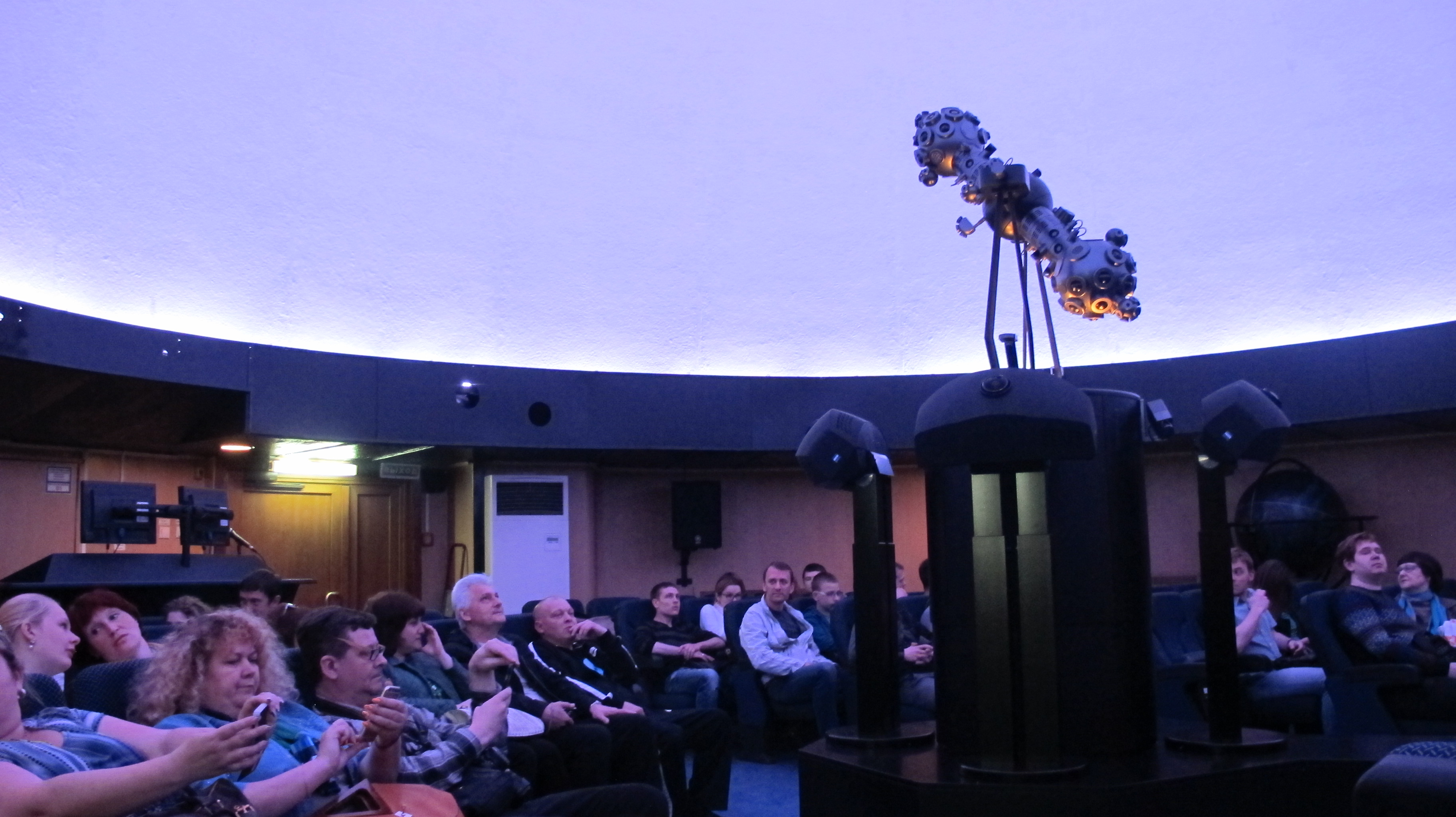
Wnętrze planetarium (2016)
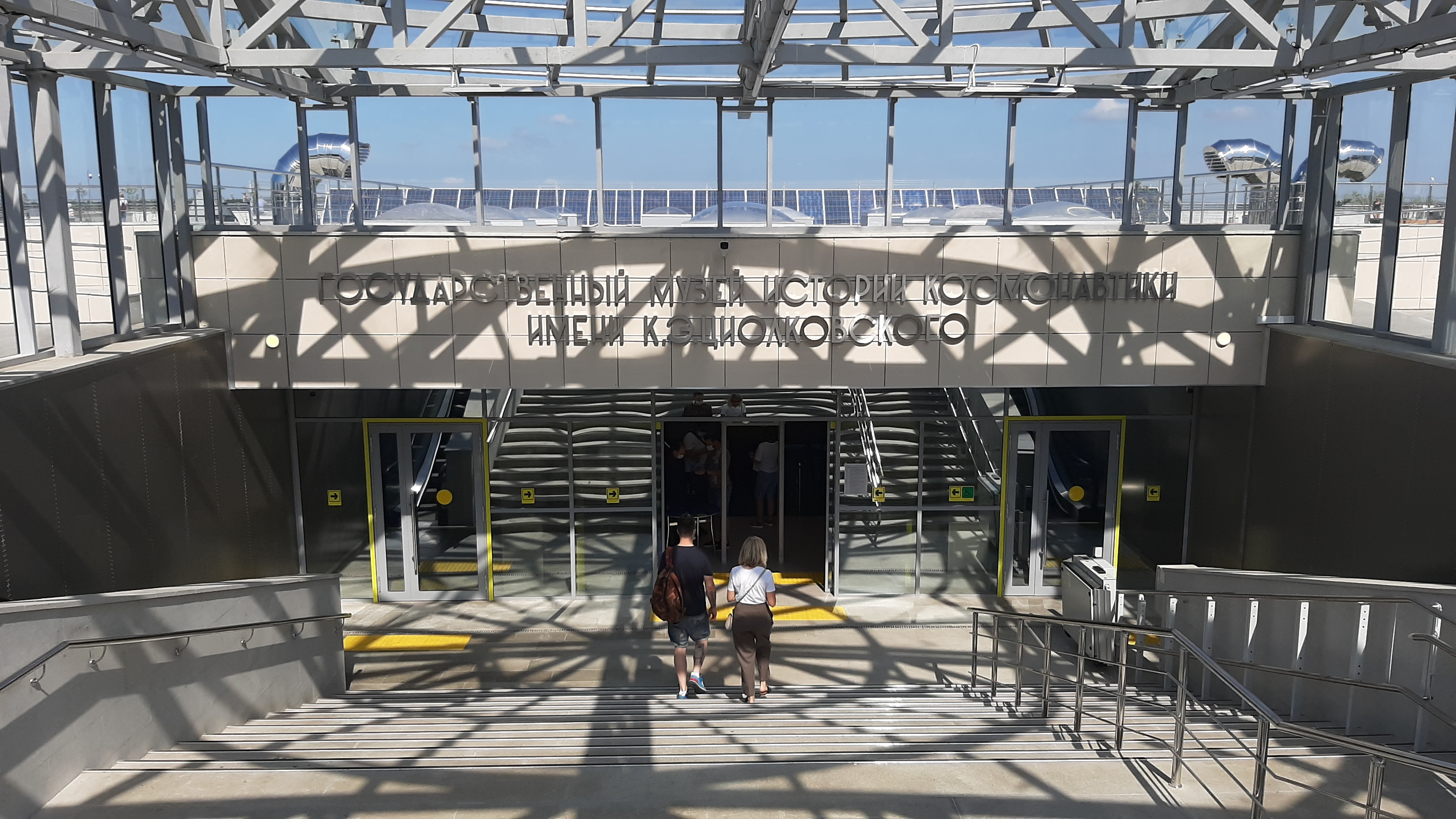
Wejście do nowego gmachu (2021)
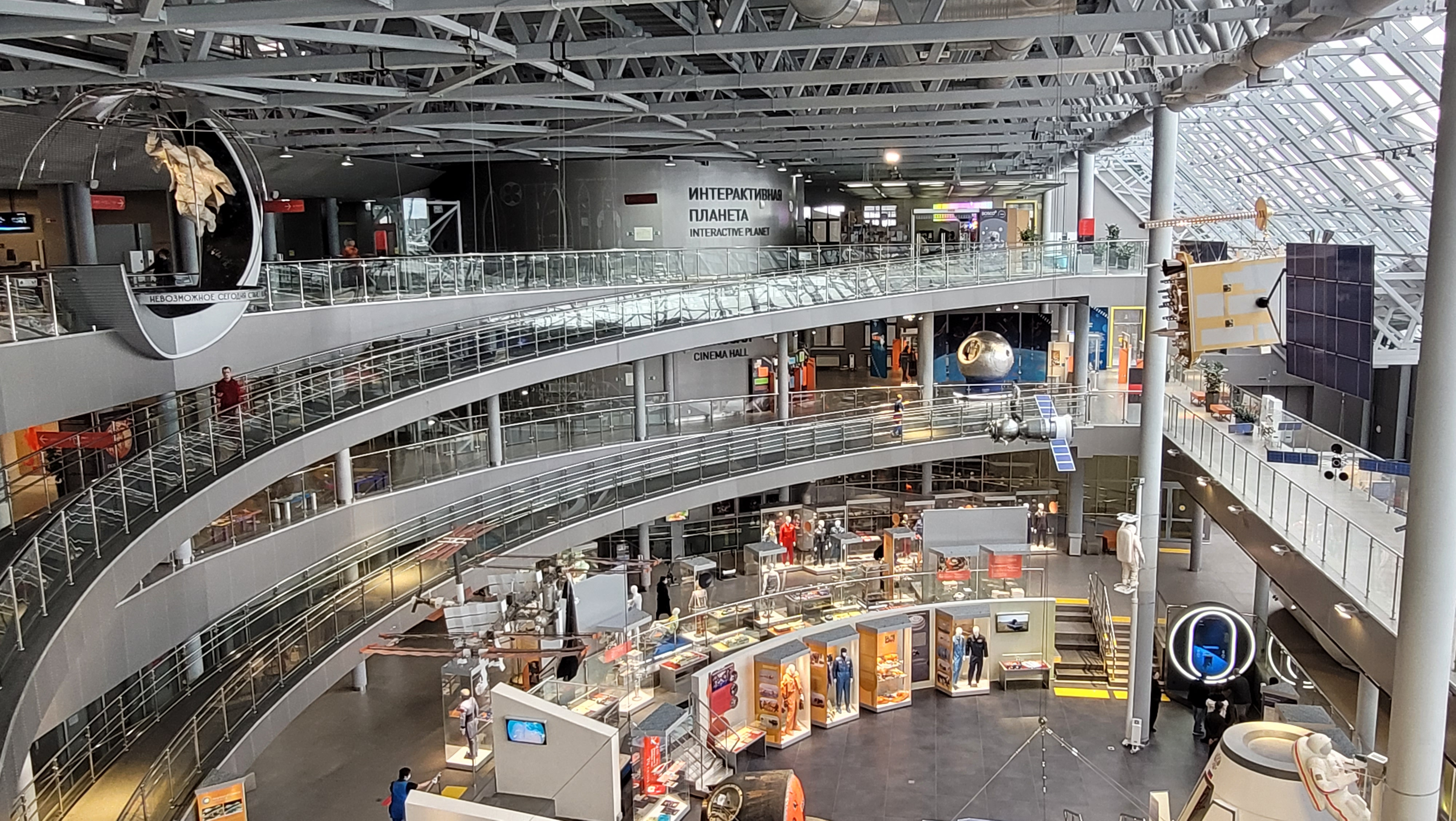
Wnętrze nowego gmachu (2022)
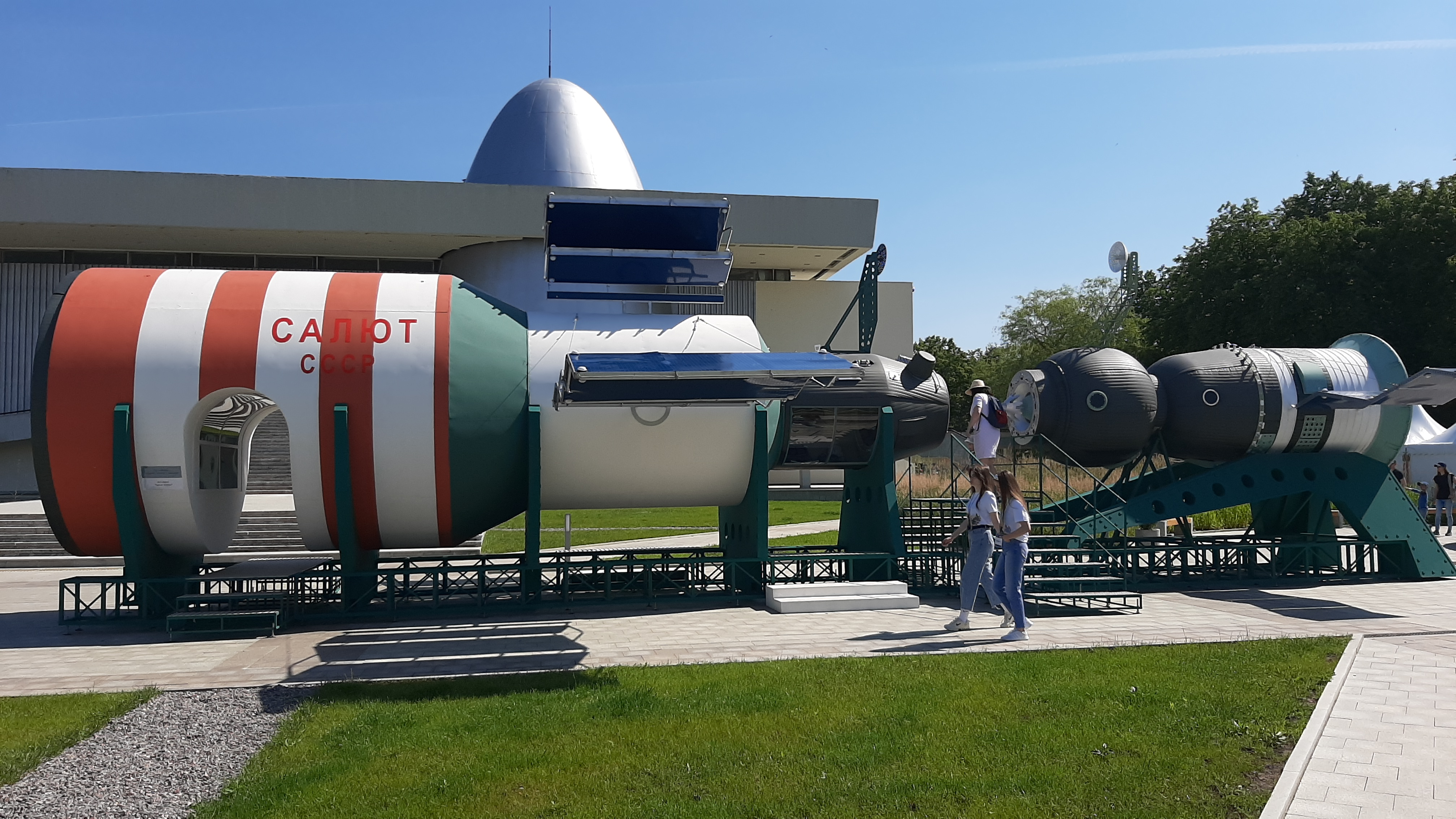
Makiety przed muzeum (2021)
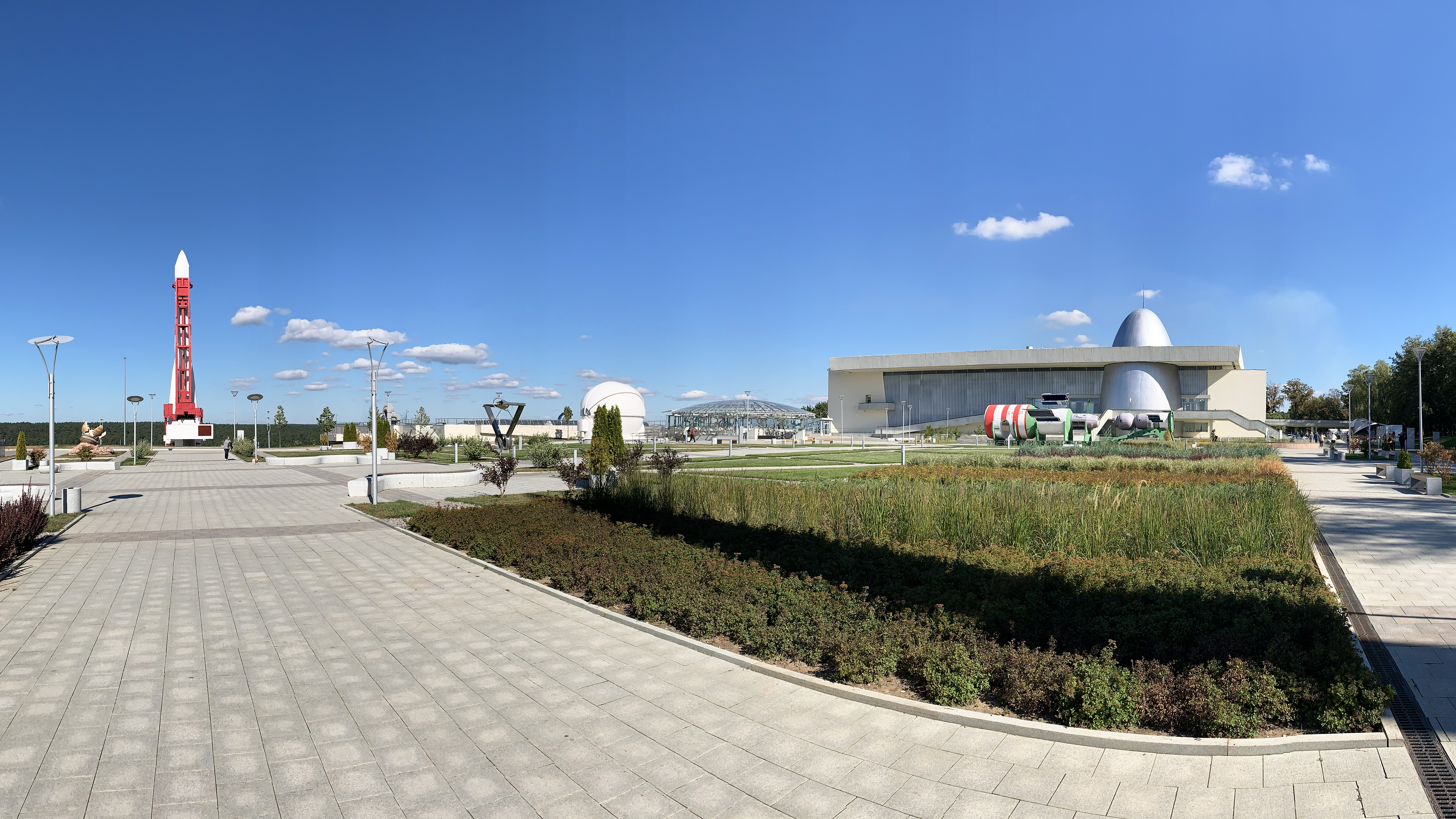
Otoczenie (2022)